# 千代町
千代町（ちよまち）は、福岡県筑紫郡にあった町。旧那珂郡。福岡市へ編入され、現在は博多区、東区の一部となっている。

## 地理
- 河川 ： 御笠川、那珂川

## 歴史
- 1889年4月1日 - 町村制施行に伴い馬出村と堅粕村の字塔ノ後、石堂川下以外が合併して那珂郡千代村が成立。
- 1896年4月1日 - 郡の統合により那珂郡が御笠郡、席田郡と合併して筑紫郡となる[1]。
- 1912年10月1日 - 千代村が町制施行して千代町となる。
- 1928年5月1日 - 福岡市へ編入される。
- 1972年4月1日 - 福岡市が政令指定都市へ移行。大字馬出は東区に、大字馬出以外は博多区に編入する。

## 人口統計
1921年末の戸数・人口は1796戸、9602人。

## 経済

### 産業
- 農業

『大日本篤農家名鑑』によれば、千代村の篤農家は「藤田代助」のみである。

## 出身・ゆかりのある人物
| 商人 - 井上百太郎（材木商） - 市村壽吉（大阪屋旅館） 千代、大学前。 - 伊徳武（精肉商） 千代、大学通。 - 岩村竹次郎（つるや旅館） 千代、大学前。 - 因芳郎（新松月料理業） 千代、水茶屋。 - 大野幸太郎（マル大乾物商） 千代、西門橋通。 - 合屋初次郎（材木商） 千代。 - 斎藤文六（肥前屋旅館） 千代、大学通。 - 佐々木大次郎（鉄工業） 千代、大学通。 - 清水常太郎（あたご山料理業） 千代、水茶屋。 - 柴田キク（旅館） 千代、大学通。 - 柴田眞二（履物商） 千代。 - 柴藤仁三郎（料理業） 千代、水茶屋。 - 柴藤精蔵（醤油醸造業） 千代、水茶屋。 - 杉山盛利（鉄工業） 千代、崇福寺新町。 - 高田芳松（木炭商） 千代、大学通。 - 寺田善路（洋酒商） 千代。 - 西尾敬造（水飴製造業） 千代。 - 波多野マサ（石城館旅館） 千代、大学通。 - 花田直吉（薬種商） 千代、水茶屋。 - 深澤作四郎（麺類商） 千代、崇福寺新町。 - 船越源三郎（酒商） 千代、水茶屋。 - 松隈藤助（鶏卵商） 千代、水茶屋。 | - 松隈富之助（商業） 千代、水茶屋。 - 松隈平吉（不老館旅館） 千代、大学通。 - 光安徳之助（青物商） 千代。 - 本村巳之吉（薬剤師、薬種商） 千代、大学前。 - 山本善次郎（質業） 千代。 - 山本竹次郎（朝日館旅館） 千代、大学通。 医師 - 池田秀雄（歯科医） 千代。 - 住田金作（輔仁堂医師） 千代、大学前。 - 高岡達也（医師） 千代町、旭。 - 竹内勅（医師） 千代町、旭小路。 - 水野恒久（医師） 千代。 その他 - 小野八十郎 千代、大学前。 - 鴨井楠松 千代町。 - 河原治作 千代、水茶屋。 - 清水タカ 千代、水茶屋。 - 田村正兵衛 千代、旭小路。 - 戸倉鐡三郎 千代、栄。 - 長谷川賢次郎 千代、崇福寺新町。 - 古田喜三郎 千代、水茶屋。 - 松井サツヨ 千代、水茶屋。 - 松井マサ 千代、水茶屋。 |

## 施設
- 部落解放同盟千代第一支部
- 部落解放同盟 千代支部